# Han Meijer (politicus)
Joannes Bernardus Maria (Han) Meijer (Schoorl, 22 mei 1935) is een Nederlands politicus van de KVP en later het CDA.
Aan het begin van zijn carrière was hij als sous-chef werkzaam bij een schadeverzekeringsbedrijf. In 1966 kwam hij in de gemeenteraad van Schoorl en nadat Roelof Nelissen tussentijds minister Economische Zaken was geworden nam hij begin 1970 diens plaats in in de Tweede Kamer. Na de verkiezingen ruim een jaar later werd hij niet herkozen. Eind 1974 werd hij wethouder in Schoorl en op 1 januari 1976 werd Meijer de burgemeester van Wervershoof. In mei 1990 werd hij dijkgraaf van Hoogheemraadschap Noordhollands Noorderkwartier, wat hij tot een fusie in 1993 zou blijven, toen hij dijkgraaf werd van het nieuwe hoogheemraadschap van Uitwaterende Sluizen in Hollands Noorderkwartier. Dit zou hij blijven tot september 1995. Vanaf april 2001 was Meijer nog bijna een jaar waarnemend burgemeester van Anna Paulowna. Eind 2009 werd hij benoemd tot ridder in de orde van Sint Silvester.